# Polygala dasanensis
Polygala dasanensis är en jungfrulinsväxtart som beskrevs av Mats Thulin. Polygala dasanensis ingår i släktet jungfrulinssläktet, och familjen jungfrulinsväxter. Inga underarter finns listade i Catalogue of Life.